# Luci (sockenhuvudort i Kina, Zhejiang Sheng, lat 27,88, long 119,40)
Luci (kinesiska: 鸬鹚乡) är en sockenhuvudort i Kina. Den ligger i provinsen Zhejiang, i den östra delen av landet, omkring 270 kilometer söder om provinshuvudstaden Hangzhou. Antalet invånare är 1 998. Befolkningen består av 962 kvinnor och 1 036 män. Barn under 15 år utgör 12,0 %, vuxna 15-64 år 65 %, och äldre över 65 år 22,0 %.
Runt Luci är det ganska tätbefolkat, med 78 invånare per kvadratkilometer. Närmaste större samhälle är Longnan, 12,4 km nordväst om Luci. I omgivningarna runt Luci växer i huvudsak blandskog.
Genomsnittlig årsnederbörd är 2 342 millimeter. Den regnigaste månaden är juni, med i genomsnitt 422 mm nederbörd, och den torraste är oktober, med 61 mm nederbörd.